# Archiprezbiterat Alto Mondego
Archiprezbiterat Alto Mondego − jeden z 10 wikariatów diecezji Coimbra, składający się z 33 parafii:
- Parafia w Almaça
- Parafia w Arrifana
- Parafia w Carvalho
- Parafia w Casal de Ermio
- Parafia w Cercosa
- Parafia w Cortegaça
- Parafia w Espinho
- Parafia w Figueira de Lorvão
- Parafia we Friúmes
- Parafia w Lamas
- Parafia w Lavegadas
- Parafia w Lorvão
- Parafia w Lousã
- Parafia w Marmeleira
- Parafia w Miranda do Corvo
- Parafia w Mortágua
- Parafia w Oliveira do Mondego
- Parafia w Pala
- Parafia w Penacova
- Parafia w Poiares (Santo André)
- Parafia w São Miguel de Poiares
- Parafia w São Paio do Mondego
- Parafia w São Pedro de Alva
- Parafia w Rio de Vide
- Parafia w Sazes de Lorvão
- Parafia w Semide
- Parafia w Serpins
- Parafia w Sobral
- Parafia w Travanca do Mondego
- Parafia w Trezói
- Parafia w Vale de Remígio
- Parafia w Vila Nova de Miranda
- Parafia w Vilarinho